# Barycz
Barycz (tysk: Bartsch) er en højre biflod til Oder i Polen.

## Flodens løb
Den har sit udspring nær byen Ostrów Wielkopolski i den sydlige del af Storpolen. Den er omkring 133 Kilometer (tidligere 165 km) lang og løber gennem talrige damområder i nordvestlig retning. Byerne Odolanów, Milicz, Sułów, Żmigród og Wąsosz ligger langs floden. Barycz løber ud i Oder nær landsbyen Wyszanów nær Szlichtyngowa.

## Historie
Ifølge T. Szulc i Codex diplomaticus Maioris Poloniae fra 1881 var Barycz-floden, langs hele dens forløb, oprindeligt grænsen mellem bispedømmet Posen eller Storpolen i nord og bispedømmet Breslau og Schlesien mod syd. Det ændredes for eksempel i området omkring Ostrzeszów og Kępno syd for Barycz-floden og vest for Prosna, som sandsynligvis blev en del af Storpolen omkring 1146. Nord for floden var området ved Wschowa nær området til Oder også omstridt. Ejerskabet af byen ændrede sig ofte indtil 1343, hvor Fraustädter-området blev erobret af den polske kong Kasimir den Store og Fraustadt fik privilegier som en umiddelbar by, direkte underordnet kongen. Det omstridte område under Bispedømmet Posen, forblev permanent en del af Schlesien.
Indtil 1945 blev dammene i Bartsch-lavlandet nær Trachenberg betragtet som et af de største karpeopdrætsområder i Tyskland med sin damopdræt.